# John Stevens (hockey sur glace)
Pour les articles homonymes, voir John Stevens et Stevens.
John Stevens (né le 4 mai 1966 à Campbellton, dans la province du Nouveau-Brunswick au Canada) est un joueur professionnel retraité et entraîneur de hockey.

## Biographie
Le 4 décembre 2009, il est congédié par les Flyers de Philadelphie et remplacé par Peter Laviolette.